# Radišići
Radišići är ett samhälle i Bosnien och Hercegovina.   Det ligger i entiteten Federationen Bosnien och Hercegovina, i den södra delen av landet, 100 km sydväst om huvudstaden Sarajevo. Radišići ligger 182 meter över havet och antalet invånare är 4 072.
Terrängen runt Radišići är platt åt sydost, men åt nordväst är den kuperad. Närmaste större samhälle är Ljubuški, 2,9 km söder om Radišići. 
Runt Radišići är det ganska tätbefolkat, med 93 invånare per kvadratkilometer.